# 宋天民
宋天民（1496年—？），字若尹，號春野，福建興化府莆田縣人，明朝政治人物。

## 生平
嘉靖十年（1531年）辛卯科福建鄉試第三十三名舉人，嘉靖十一年（1532年）壬辰科會試二百四十二名，第三甲第一百一十四名進士。初在吏部觀政，嘉靖十二年（1533年）授廣東潮陽縣知縣，改嚴州府教授，十六年主考河南鄉試。嘉靖二十五年（1546年）陞國子監博士，遷南京戶部主事。官至戶部郎中。

## 家族
曾祖宋克慮，祖宋鏞，父宋世用，母詹氏；繼母林氏。重慶下。弟天爵；天成；天球。子秉愚；秉魯；秉模。